# Bernard de Ventadour (évêque)
Pour les articles homonymes, voir Ventadour.
Bernard de Ventadour (mort en 1254) est un prélat français  du XIIIe siècle, évêque du Puy.

## Biographie
Bernard de Ventadour est le fils du vicomte Èbles V de Ventadour, et le frère de Raymond/Hélie Ier de Ventadour et d'Èbles VI de Ventadour qui rend hommage au roi en 1247. 
Il a été archidiacre de Limoges en 1246. Il est élu évêque du Puy en 1251. Il refuse d'abord de reconnaître le droit de régale sur son église.
Le roi  Louis IX, étant enfin de retour de la Terre-Sainte, parcourt le Languedoc. Pendant le séjour du roi au Puy, entre le 9 et le 11 août, l'évêque élu, Bernard de Ventadour, avec son chapitre d'un côté, et ce prince de l'autre, choisissent  Philippe, archevêque de  Bourges, pour décider le différend au sujet du droit de régale. On ne sait pas s'il a été sacré évêque après cette date.
D'après Claude De Vic, Bernard de Ventadour meurt en 1254 et Armand de Polignac, abbé de Saint-Pierre de La Tour, prévôt de la cathédrale du Puy, lui succède la même année.